# Sommera grandis
Sommera grandis là một loài thực vật có hoa trong họ Thiến thảo. Loài này được (Bartl. ex DC.) Standl. miêu tả khoa học đầu tiên năm 1921.